# Zero to Infinity
 (octobre 2012).
Si vous disposez d'ouvrages ou d'articles de référence ou si vous connaissez des sites web de qualité traitant du thème abordé ici, merci de compléter l'article en donnant les références utiles à sa vérifiabilité et en les liant à la section « Notes et références ».
Albums de Gong
Full Circle Live '88
(1998) Live 2 Infinitea
(2000)
Zero to Infinity est le 10 album studio de Gong sorti en 2000.
Après Shapeshifter (1992), qui continuait l'histoire de la mythologie de Gong, c'est la suite des aventures de Zero the hero, commencé avec la trilogie Radio Gnome (Flying Teapot,Angel's Egg et You). L'album est donc aussi appelé Radio Gnome Invisible part 5.
Zero the Hero meurt à la fin de Shapeshifter. Zero to Infinity le montre jouissant d'une existence virtuelle sans corps. Il devient un "androïd sphéroïd zeroïd". À l'aide d'un étrange animal appelé "Gongalope", il découvre que toute la sagesse du Monde existe en lui et pratique le Lafta Yoga et l'art de faire du Thé. À la fin, il devient Un avec un temple invisible et s'amuse beaucoup.

## Liste des titres
| No  | Titre                  | Durée |
| --- | ---------------------- | ----- |
| 1.  | Foolefare              | 0:42  |
| 2.  | Magdalene              | 3:58  |
| 3.  | The Invisible Temple   | 11:35 |
| 4.  | Zeroid                 | 6:08  |
| 5.  | Wise Man in Your Heart | 8:04  |
| 6.  | The Mad Monk           | 3:25  |
| 7.  | Yoni on Mars           | 6:07  |
| 8.  | Damaged Man            | 5:13  |
| 9.  | Bodilingus             | 4:03  |
| 10. | Tali's Song            | 6:25  |
| 11. | Infinitea              | 7:48  |

## Musiciens
- Daevid Allen : Guitare, guitare électrique, piano, chant
- Mike Howlett : Basse, guitare électrique
- Didier Malherbe : Saxophone alto, Doudouk, flûte de bambou
- Mark Robson : Claviers, chœurs
- Gilli Smyth : Chant, space whispers, appel des oiseaux
- Chris Taylor : Percussion, batterie, cloche à vaches
- Theo Travis  : Orgue, flûte, claviers, saxophone soprano, saxophone ténor, Thérémine, drones, boucles